# Hendecacentrus simulans
Hendecacentrus simulans – gatunek pluskwiaków różnoskrzydłych z rodziny zajadkowatych.

## Opis
Ciało duże, smukłe, około 19 mm długie. Ubarwione jasno z ciemnymi plamkami.

### Głowa
Głowa żółtawa z ciemną plamką w tylnej części, pokryta krótkimi, zagiętymi, przylegającymi szczecinkami i drobną granulacją. Wyrostek żuwaczek trójkątny z zaokrągloną tylną krawędzią i prostą przednią. Nadustek z ciemnymi szczecinkami. Oczy i przyoczka duże. 

### Tułów
Przedni płat przedplecza z widocznymi przednimi i tylnymi kolcami oraz 2 kolcami środkowymi zredukowanymi do granulek o zaokrąglonych wierzchołkach. Przedni i tylny płat przedplecza tępe. Dwa boczne kolce tylnego płata dłuższe i smuklejsze niż dwa środkowe. Pleuryty śród- i zatułowia z widoczną liniową rzeźbą. Śródpiersie z dwoma podłużnymi zagłębieniami po obu stronach granulowanego wypuklenia i zaokrągloną bruzdką. Zapiersie z widocznym poprzecznym. liniowym urzeźbieniem. 

### Odnóża i skrzydła
Odnóża z różnej wielkości szczecinkami ułożonymi w podłużne linie, dwubarwne. Biodra cimniejsze u podstawy i jasne u wierzchołka. Przednie krętarze żółte z brązową plamką, a środkowe i tylne całe żółte. Przednie i środkowe uda żółte z jedną ciemnobrązową przepaską, a tylne z dwiema. Golenie również dwubarwne. Stopy żółte z brązowymi pazurkami. Półpokrywy jasne z ciemnymi plamkami, przytępione, z rzadkimi, krótkimi, przylegającymi szczecinkami. Błonka zmięta, nieprzekraczająca końca odwłoku, z szarawą plamką u wierzchołka. Ramieniowa (przednia) krawędź skrzydła szarawa.

### Odwłok
Rzadkie, krótkie, zagięte szczecinki widoczne na spodzie odwłoku. Genitalia z wyrostkiem pygoforu krótkim, prostym i zaokrąglonym na wierzchołku, otoczonym u podstawy długimi szczecinkami, Obie paramery wyraźnie zakrzywione. Phallus smukły.

## Występowanie
Gatunek ten jest endemitem Madagaskaru.